# Ponte romano di Saint-Thibéry
Il ponte romano di Saint-Thibéry è un ponte a segmento d'arco di origine romana situato presso il comune di Saint-Thibéry sul fiume Hérault, in Occitania.
Il ponte permetteva alla via Domizia di attraversare il fiume, per raggiungere l'oppido di Cessero (odierna Saint-Thibéry).
Il ponte originale risale al I secolo d.C. e aveva nove arcate. Un atto datato del 990 fa riferimento a questo ponte. Per la sua costruzione i romani utilizzarono la pietra vulcanica del monte Ramus.
Le piene dell'Herault distrussero il ponte. Fu parzialmente ricostruito per essere riutilizzato a partire dal 1536, tuttavia la piena del 1678 distrusse cinque arcate interrompendo la via Domizia fino ad oggi.
Un mulino a grano dell'XI secolo si trova cento metri a monte del ponte.